# Байн, Исаак Борисович
Исаак Борисович Байн (до 1945 года — Исаа́к Бо́рухович Бейн; 1896, Кишинёв, Бессарабская губерния — 1990, Москва) — румынский и советский дирижёр.

## Биография
Родился в Кишинёве в семье Боруха Шимоновича Бейна (родом из Красилова) и Фейги Мехелевны Бейн. Обучался игре на фортепиано с 1904 года у педагога Клары Яковлевны Шлезингер в Кишинёве, затем в Музыкально-драматической академии в Вене (1912—1915). Во время Первой мировой войны — на фронте, был контужен. С 1918 года работал концертмейстером и дирижёром в частной опере в Кишинёве. В 1924—1940 годах — ассистент дирижёра, затем дирижёр Бухарестского оперного театра, одновременно органист Бухарестской хоральной синагоги. После присоединения Бессарабии к СССР вернулся в Кишинёв, работал дирижёром в Молдавской государственной филармонии. В начале Великой Отечественной войны был эвакуирован в Коканд.
В 1942—1963 годах — дирижёр Московского академического музыкального театра имени К. С. Станиславского и Вл. И. Немировича-Данченко, с 1948 года возглавлял его оперно-драматическую студию. Основал народный оперный театр при московском Доме культуры железнодорожников.
Среди постановок — «Прекрасная Елена» Ф. Оффенбаха, «Каменный цветок» К. В. Молчанова (1950), «Аршин Мал Алан» У. Гаджибекова (1952), «Бокаччо» Ф. Зуппе (1957), «Тоска» Дж. Пуччини (1959).